# Austromantispa imbecilla
Austromantispa imbecilla är en insektsart som först beskrevs av Gerstaecker 1885.  Austromantispa imbecilla ingår i släktet Austromantispa och familjen fångsländor. Inga underarter finns listade i Catalogue of Life.